# Äußerer Hahlkogel
Der Äußere Hahlkogel (2655 m ü. A.) ist ein Berg im Geigenkamm in den Ötztaler Alpen in Tirol. Obwohl der Berggipfel im Geigenkamm einer der kleinsten Gipfel ist, ist seine pyramidenartige Form für die Landschaft in und um Längenfeld prägend. Umgekehrt bietet die Aussicht am Gipfel dadurch auch einen guten Ausblick über weite Teile des Ötztals.
Der Normalweg führt von der Ortschaft Huben aus zum Hahlkogelhaus auf 2024 Meter, von wo aus über Großeben der von Süden auf den Gipfel führende Steig erreichbar ist.